# Hechtia liebmannii
Hechtia liebmannii är en gräsväxtart som beskrevs av Carl Christian Mez. Hechtia liebmannii ingår i släktet Hechtia och familjen Bromeliaceae. Inga underarter finns listade i Catalogue of Life.